# 康乃狄克河
康乃狄克河 （英語：Connecticut River），亦稱康河，是美國新英格蘭最大的河流，長655公里，流域面積29,137平方公里。發源於新罕布什爾州的第四康乃狄克湖，經過佛蒙特州和新罕布夏州的邊界，經麻州西部，在康乃狄克州中南部流入長島海灣。

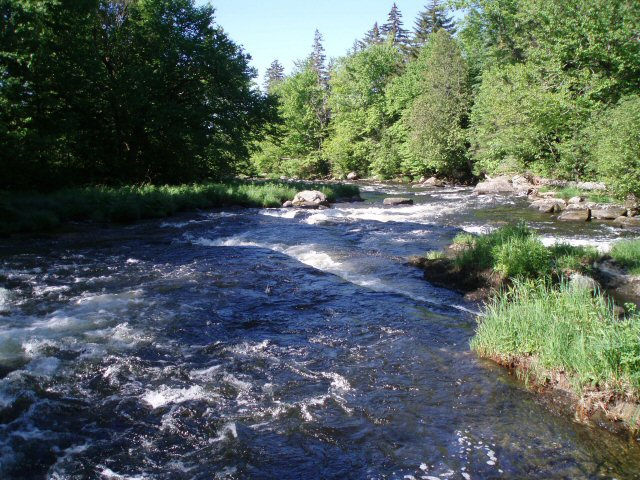
康乃狄克河上游的急流